# THE BAND OF 20TH CENTURY:Sony Music Years 1986-1990
『THE BAND OF 20TH CENTURY:Sony Music Years 1986-1990』（ザ・バンド・オブ・トゥエンティース・センチュリー ソニー・ミュージック・イヤーズ 1986−1990）は、2004年4月28日に発売されたピチカート・ファイヴ通算9作目、CBS ⁄ SONY時代では2作目となるベスト・アルバム。

## 解説
『アンティーク96』に次ぐCBS・ソニー在籍時代の作品で構成された2枚組のアンソロジー。『アンティーク96』ではCBS・ソニー時代を通しピチカート・ファイヴの担当ディレクターだった河合マイケルが選曲、小西康陽がライナーノーツを執筆したが、2004年にCBS・ソニー時代の4枚のオリジナル・アルバム（『カップルズ』、『ベリッシマ』、『女王陛下のピチカート・ファイヴ』、『月面軟着陸』）が品番を変え再発されることになり、それに併せ新たに企画された。
<DISC 1>はCBS・ソニー時代にリリースされた4枚のオリジナル・アルバムのほか、シングルCDのみでリリースされた「ラヴァーズ・ロック」を含むベスト。
<DISC 2>は1988〜90年のライブ・パフォーマンスのほか、移籍後すぐ参加することになったクリスマス企画盤『WINTER LOUNGE』のためレコーディングされた「キスキス・バンバン」、小西と森岡徹也による「眠そうな二人」のリミックス・ヴァージョン（「ラヴァーズ・ロック」カップリング曲）を収録したボーナス・ディスク。

## アートワーク、パッケージ
選曲・監修、アート・ディレクションは小西自身が担当。ブックレットは歌詞のほか、各年代ごとのグループ・フォトと小西、田島貴男、高浪敬太郎のライナーノーツを収載。初回盤はスペシャル・ボックス仕様。

## 収録曲

### DISC 1
1. 皆笑った they all laughed (New Mix)  –  (3'27")[1]
詞：小西康陽、曲：高浪敬太郎
2. サマータイム・サマータイム summertime, summertime  –  (3'35")[1]
詞 ⁄ 曲：小西康陽
3. 七時のニュース seven o'clock news  –  (2'26")[1]
詞：小西康陽、曲：鴨宮諒
4. 眠そうな二人 two sleepy people  –  (3'07")[1]
詞 ⁄ 曲：小西康陽
5. 惑星 planets  –  (4'07")[1]
詞：小西康陽、曲：田島貴男
6. 誘惑について temptation talk  –  (4'21")[1]
詞：小西康陽、曲：田島貴男
7. ワールド・スタンダード world standard  –  (4'18")[1]
詞：小西康陽、曲：高浪慶太郎
8. これは恋ではない this can't be love  –  (4'45")[1]
詞 ⁄ 曲：小西康陽
9. オードリィ・ヘプバーンの休日 holiday for audrey h.  –  (1'28")[1]
曲：高浪慶太郎
10. 新ベリッシマ bellissima'90  –  (3'01")[1]
詞 ⁄ 曲：小西康陽
11. 恋のテレビジョン・エイジ t.v.a.g.  –  (4'07")[1]
詞 ⁄ 曲：小西康陽
12. リップ・サーヴィス lip service  –  (4'32")[1]
詞：田島貴男 + 小西康陽、曲：田島貴男
13. 衛星中継 satellite hour  –  (4'53")[1]
詞 ⁄ 曲：小西康陽
14. 夜をぶっとばせ let's spend the night together  –  (3'18")[1]
詞：小西康陽、曲：田島貴男
15. パーティー・ジョーク party joke  –  (1'16")[1]
曲：高浪慶太郎
16. ちょっと出ようよ let's go away for a while  –  (3'19")[1]
詞 ⁄ 曲：高浪慶太郎
17. セックス・マシーン sex machine  –  (5'01")[1]
詞 ⁄ 曲：小西康陽
18. トップ40 top 40  –  (2'37")[1]
詞 ⁄ 曲：田島貴男
19. ラヴァーズ・ロック lovers rock  –  (10'34")[1]
詞：小西康陽    曲：高浪慶太郎
20. 女王陛下よ永遠なれ god save the queen  –  (3'51")[1]
詞 ⁄ 曲：小西康陽

℗ 1987 (2-4), 1988 (5-8), 1989 (9-12,20), 1990 (15-19), 1995 (1) Sony Music Entertainment (Japan) Inc.

### DISC 2
1. 59番街橋の歌 The 59th Street Bridge Song (Feelin' Groovy)  –  (2'36")[1]
  - 詞 ⁄ 曲：PAUL SIMON、日本語詞：小西康陽
  - FM長崎公開録音 '89.7.24
2. カップルズ couples  –  (4'13")[1]
  - 詞：小西康陽、曲：高浪慶太郎
  - NHK-FM Studio Live '88.12.16
3. イントロダクション introduction  –  (4'15")[1]
  - 曲：小西康陽
  - Inkstick芝浦 '89.1.31
4. 誘惑について temptation talk  –  (4'48")[1]
  - 詞：小西康陽、曲：田島貴男
  - Inkstick芝浦 '89.1.31
5. ソフィスティケイテッド・ヒッピー sophisticated hippie  –  (3'20")[1]
  - 詞：小西康陽、曲：高浪慶太郎
  - Inkstick芝浦 '89.1.31
6. サティスファクション (I can't get no) satisfaction  –  (3'02")[1]
  - 詞 ⁄ 曲：M.JAGGER, K.RICHARD
  - Inkstick芝浦 '89.8.23
7. そして今でも what now our love  –  (3'39")[1]
  - 詞 ⁄ 曲：小西康陽
  - Inkstick芝浦 '89.8.23
8. リップ・サーヴィス lip service  –  (5'11")[1]
  - 詞：田島貴男 + 小西康陽、曲：田島貴男
  - 大阪・バナナホール '90.6.8
9. 眠そうな二人 two sleepy people  –  (4'14")[1]
  - 詞 ⁄ 曲：小西康陽
  - 大阪・バナナホール '90.6.8
10. ホームシック・ブルース homesick blues  –  (5'58")[1]
  - 詞 ⁄ 曲：高浪慶太郎
  - 大阪・バナナホール '90.6.8
11. 新ベリッシマ bellissima'90  –  (3'50")[1]
  - 詞 ⁄ 曲：小西康陽
  - 大阪・バナナホール '90.6.8
12. ラヴァーズ・ロック lovers rock  –  (5'39")[1]
  - 詞：小西康陽、曲：高浪慶太郎
  - 大阪・バナナホール '90.6.8
13. 聖三角形 holy trangle  –  (9'32")[1]
  - 詞：小西康陽、曲：田島貴男
  - 大阪・バナナホール '90.6.8
14. キスキス・バンバン kiss kiss, bang! bang!  –  (4'13")[1]
詞 ⁄ 曲：小西康陽
15. 眠そうな二人 two sleepy people  –  (4'45")[1]
詞 ⁄ 曲：小西康陽

- PIZZICATO FIVE in person
- guitar & vocal：田島貴男
- guitar & vocal：高浪敬太郎
- electric bass：小西康陽
- keyboards：中山努
- latin percussions：河合マイケル
- drums：宮田繁男
- backing vocal：伊集加代子、野口いくこ、野宮真貴
- ℗ 1986 (14), 1990 (15), 2004 (1-13) Sony Music Entertainment (Japan) Inc.

## クレジット
| 監修・選曲・アートディレクション：小西康陽 |
|                                            |

| the group      |  | 小西康陽 高浪敬太郎 鴨宮諒 佐々木麻美子 田島貴男 野宮真貴 |
|                |  | |
| 制作           |  | 今泉雅史 (SMDR GT music) |
| リマスタリング |  | - 茅根裕司 (SONY MUSIC STUDIOS TOKYO) - 竹中昭彦 (HEART BEAT RECORDING STUDIO) |
| 制作管理       |  | 鳥越久美子 (SMC) |
| デザイン       |  | 吉永祐介 (レディメイド・インターナショナル) |
| 写真協力       |  | 桑本正士 井出貴久 福岡耕造 宅間國博 |
| 協力           |  | - 森靖貴 (グレイテスト・ヒッツ) - 中山努 - 山崎弘崇 (レディメイド・エンターテインメント) - 長谷部千彩 (レディメイド・エンターテインメント) - 齊藤考子 (レディメイド・インターナショナル) - 近本隆 (WONDERFUL WORLD) - 小野塚倫子 (ROAD AND SKY ORGANIZATION) - ALOHA PRODUCTIONS - 河合マイケル (SMA) - FM長崎 - NHK SERVICE CENTER |

## リリース日一覧
| 地域 | リリース日    | レーベル        | 規格 | カタログ番号 | 備考 |
| ---- | ------------- | --------------- | ---- | ------------ | --- |
| 日本 | 2004年4月28日 | GT music ⁄ SMDR | 2CD  | MHCL 361/2   | 品番改定によるソニー・レコード盤のオリジナル・アルバム4タイトル再発との同時リリースのベスト・アルバム。初回盤はスペシャル・ボックス仕様。 |